# Грег Сестеро
Гре́горі (Грег) Сесте́ро (англ. Gregory Sestero) — американський актор, модель і письменник. Найбільш відомий завдяки своїй ролі Марка в культовій стрічці 2003 року «Кімната» та завдяки своїм мемуарам 2013 року «Горе-творець» про свої життя та досвід протягом виробництва «Кімнати».

## Ранні роки життя
Сестеро народився у Волнат-Кріку, Каліфорнія. Його мати має французьке та сицилійське походження. Сестеро зростав у Денвіллі, де відвідував вищу школу Монте-Віста.
У віці 12 років він написав сценарій сиквелу до тоді щойно випущеної стрічки 1990 року «Сам удома» з головною роллю для самого себе. Він передав сценарій до Hughes Productions і отримав похвального листа від режисера Джона Г'юза.
Протягом навчання в останньому класі старшої школи, Сестеро почав працювати моделлю в Мілані та Парижі для низки дизайнерів, зокрема Джорджо Армані та Джанфранко Ферре. Повернувшись у Сполучені Штати, він прагнув зосередитися на акторстві, вступивши до театру American Conservatory у Сан-Франциско. Укладений Сестеро контракт з голлівудським агентом Айрісом Бертоном поживив надію про його переїзд до Лос-Анджелеса.

## Кар'єра
Рання акторська робота Сестеро містила незначні ролі в телесеріалі «Детектив Неш Бриджес» і фільмах «Гаттака» 1997 року і «Цілитель Адамс» 1998 року. 1999 року Сестеро дістав головну роль у стрічці «Повелитель ляльок 7: Ретро». Також він грав головну роль в одній серії мильної опери «Дні нашого життя».

### «Кімната»
Наразі найвідоміша роль Сестеро — Марк, кращий друг Джонні (грає Томмі Вайзо) з культового фільму «Кімната». Сестеро зустрів Вайзо 1998 року на акторських заняттях. Вайзо розповів Сестеро, що якби він міг зібрати необхідну суму для створення стрічки, він би дав Сестеро другу роль. Коли Вайзо зумів реалізувати свої плани, Сестеро прибув на зйомки, погоджуючись працювати за кадром та допомагати Вайзо з прослуховуваннями та кастингом. Втім, Вайзо бажав, щоб актор, який отримав роль Марка, залишив її, і вигадав химерний план, щоб замінити актора на Сестеро.
Сестеро стверджував, що взяв участь у стрічці, гадаючи, що ніхто не побачить її, і що вона вийде одразу на відео. Фільм був одразу підданий вкрай негативній критиці та провалився в прокаті. У своїй книзі «Горе-творець» Сестеро розкриває, що Вайзо надіслав копію стрічки до студії Paramount Pictures, аби забезпечити широкий прокат, але вже протягом доби студія відмовила йому (хоч зазвичай на відповідь очікують близько 2 тижнів).
Росс Морін, доцент кінематографії в Коннектитутському коледжі в Нью-Лондоні (Коннектикут), назвав стрічку «„Громадянином Кейном“ поганих фільмів», тоді як Entertainment Weekly позначив Вайзо як «Орсона Веллса гівна». Попри відсутність успіху стрічки, Сестеро лишався веселим, часто кепкуючи з неї.
Фільм швидко почав привертати до себе увагу аудиторії через свою надмірну поганість, набувши згодом статусу «культової класики», що навіть стали показувати на нічних сеансах у кінотеатрах Сполучених Штатів. Глядачі часто відвідують сеанси в перуках своїх улюблених персонажів, «розмовляють з екраном» і розкидають пластикові виделки та американські футбольні м'ячі по кінозалі.
Ця популярність переросла в міжнародний тур «Love is Blind» 2010—2011 рр., у рамках якого стрічка була показана, зокрема, у Великій Британії, Німеччині, Данії, Австралії, Франції та Індії. Сестеро часто відвідує схожі покази, фотографуючись з фанатами та часто звертається до них з промовою перед сеансом.

### «Горе-творець»
У червні 2011 анонсовано, що Сестеро уклав угоду з видавництвом Simon & Schuster щодо написання книги, заснованої на власному досвіді виготовлення «Кімнати», дружбі з Томмі Вайзо та намаганнях стати актором. Книга, що одержала назву «Горе-творець», була випущена у жовтні 2013.
23 листопада 2014 року «Горе-творець» виборов нагороду за найкращу нехудожню книгу на церемонії National Arts & Entertainment Journalism Awards у Лос-Анджелесі. Судді похвалили книгу, відзначивши: «„Горе-творець“ — це не лише справді гарне читво́, за ним можна зробити чудовий фільм, якщо йому судиться бути екранізованим. Тут є в рівній мірі щось на кшталт „Еда Вуда“, „Американської афери“ та несамовитого „Громадянина Кейна“ — все це вкупі з домішкою Монті Пайтона». 11 лютого 2015 озвучена самим Сестеро аудіокнига «Горе-творець» була номінована Audie Award на «Кращу аудіокнигу в жанрі гумору».
2014 року продюсерська компанія Сета Рогена Point Grey Pictures придбала права на екранізацію книги Сестеро. У фільмі, що також отримав назву «Горе-творець», Дейв Франко зіграв Сестеро, а його старший брат Джеймс Франко знявся в ролі Вайзо та режисував стрічку, за яку він отримав «Золотий глобус». Сценаристи Скотт Нойштадтер і Майкл Г. Вебер написали сценарій. New Line Cinema займалася продюсуванням стрічку, а компанія A24 згодом придбала права на дистрибуцію. Зйомки розпочалися 8 грудня 2015 року. Фільм стартував на фестивалі South by Southwest 12 березня 2017, а всесвітня прем'єра в широкому прокаті відбулася 8 грудня 2017 року.
У грудні 2017 року «Горе-творець» дебютував у списку бестселерів «Нью-Йорк таймс» серед нехудожньої літератури.

### Інші роботи
2006 року Сестеро з'явився у телесеріалі «Дім моди» та в комедії «Нас прийняли» у ролі, не вказаній у титрах. 2010 року він знявся в кліпі Міранди Ламберт «White Liar», що здобула нагороди Country Music Television і Академії кантрі музики за краще музичне відео та пісню року; кліп також був номінований на краще музичне відео на церемонії Country Music Association Awards 2010 року. Пізніше цього ж року Сестеро фігурував в одному з «5-секундних фільмів» «End Zone», поставленому Майклом Русселе, одним з первісних фанів «Кімнати», що допомагав стрічці набути статусу культової.
Сестеро знімався разом з нью-йоркськими комедіантами Джейсоном Сензом, Ніком Тернером і Тревісом Ірвайном для комедійного скетч-відео, у якому Сестеро перетворювався на «нового» Джейсона Сенза шляхом операції на щелепу. Видання журналу Diablo від липня 2010 оцінило Сестеро як «одну з найкращих зірок агломерації затоки Сан-Франциско».
У липні 2011 року Сестеро колабурував з коміком Петтоном Освальтом у відео «You Got Mail», «5-секундному фільмі», у якому Освальт грає поштальйона, а Сестеро чекає на свою підозрілу доставку.
12 листопада 2013 Сестеро з'явився в ролі камео (власне Марка з «Кімнати») в епізоді інтернет-шоу Nostalgia Critic; у цьому шоу попередньо фігурував огляд «Кімнати». Наразі Сестеро продовжує працювати моделлю та з'являвся, зокрема, у рекламах Tommy Hilfiger, Armani і Ralph Lauren.
Сестеро також знімався у «Dude Bro Party Massacre III» (2015) від творців «5-секундних фільмів». У фільмі також знялися Патон Освальт і Andrew W.K.. Прем'єра фільму відбулася 13 червня 2015 року на Лос-Анджелеському кінофестивалі.
Сестеро знову об'єднався з Томмі Вайзо для стрічки «Best F(r)iends», написаної Сестеро та натхненної дорожньою подорожжю, яку він здійснив разом з Вайзо 2003 року.

## Особисте життя
Грег Сестеро живе в Південній Каліфорнії.

## Фільмографія

### Кіно
| Рік  | Заголовок                     | Роль                | Примітки                                 |
| ---- | ----------------------------- | ------------------- | ---------------------------------------- |
| 1997 | «Гаттака»                     | житель Гаттаки      | не зазначений у титрах                   |
| 1998 | «Цілитель Адамс»              | Хаїме               | не зазначений у титрах                   |
| 1999 | «Повелитель ляльок 7: Ретро»  | молодий Андре Тулон |                                          |
| 1999 | «Ед з телевізора»             | Роач                | не зазначений у титрах                   |
| 2003 | «Кімната»                     | Марк                | лінійний продюсер                        |
| 2004 | «Безхатченки в Америці»       | він сам             | документальна стрічка Executive producer |
| 2006 | «Нас прийняли»                | член братерства     | не зазначений у титрах                   |
| 2009 | «Присутність прибульців»      | Еш                  |                                          |
| 2009 | «Криниця і маятник»           | хлопець Алісії      |                                          |
| 2015 | «Dude Bro Party Massacre III» | Дерек               |                                          |
| 2017 | «Горе-творець»                | агент з кастингу    | камео                                    |
| 2017 | «Best F(r)iends»              | Джон Кортіна        | сценарист, продюсер                      |
| 2023 | «Велика акула»                | Джорджі             | сценарист                                |

### Телебачення
| Рік  | Заголовок                       | Роль     | Примітки      |
| ---- | ------------------------------- | -------- | ------------- |
| 2000 | «Дні нашого життя»              | Жуль     | 1 епізод      |
| 2006 | «Дім моди»                      | модель   | 2 епізоди     |
| 2013 | «Блаженна байдужість чоловіків» | Фр. Марк | пілотна серія |

### Інтернет
| Рік        | Заголовок              | Роль          | Примітки                                                                     |
| ---------- | ---------------------- | ------------- | ---------------------------------------------------------------------------- |
| 2011       | How Did This Get Made? | він сам       | 23-й епізод: «The Room: Director's Edition»                                  |
| 2013, 2018 | Nostalgia Critic       | Марк; він сам | епізод: «Dawn of the Commercials», The Most HATED Nutcracker Movie Ever Made |
| 2014       | Shut Up and Talk       | він сам       | ток-шоу                                                                      |
| 2018       | Nerdist Presents       | Бетмен        | «„Темний лицар“ Томмі Вайзо»                                                 |

## Покликання
- Грег Сестеро на сайті IMDb (англ.)
- Greg Sestero at Simon & Schuster [Архівовано 26 червня 2014 у Wayback Machine.]
- The Disaster Artist website [Архівовано 14 лютого 2020 у Wayback Machine.]